# Trung tâm bóng đá MFF
Trung tâm bóng đá MFF (tiếng Mông Cổ: МХХ Хөлбөмбөгийн төв) là một sân vận động ở thành phố Ulaanbaatar của Mông Cổ.

## Tổng quan
Sân hiện đang được sử dụng cho các trận đấu bóng đá và có mặt cỏ nhân tạo.
Sân vận động có sức chứa 5.000 chỗ ngồi. Sau khi được mở rộng, sân đã mở cửa trở lại vào tháng 10 năm 2013.
Sân đã tổ chức các trận đấu trên sân nhà của Mông Cổ tại vòng loại Cúp Challenge AFC và giải vô địch bóng đá thế giới 2014.